# Егоїзм
Егої́зм (лат. ego — Я) — ціннісна орієнтація людини, етносу чи держави, що характеризується переважанням у її життєдіяльності корисливих особистих інтересів і потреб стосовно інтересів інших людей і соціальних груп

## Характеристика
Егоїст вважає задоволення своїх особистих інтересів вищим благом. При цьому до інших людей він ставиться як до об'єкта й засобу досягнення корисливої мети. Виявляється у надмірній зосередженості на собі, самозакоханості, безапеляційності суджень, споживацькому ставленні до оточення, байдужості та зневазі до них. Формування егоїзму зумовлене трансформацією природного інстинкту самозбереження. При цьому усвідомлення цінності власного «Я» є необхідною умовою становлення й самореалізації особистості, важливим елементом суспільного життя.
У низці етико-психологічних концепцій егоїзм виводять або з природи людини, її прагнення до щастя (евдемонізм), до насолоди (гедонізм, утилітаризм і прагматизм), або з сукупності цих чинників (теорії «розумного егоїзму»). Думки про егоїстичну природу людини відомі від часів античної філософії (Демокріт, Епікур). У XIX ст. цей принцип було розвинено у концепціях Штірнера й Ніцше. Егоїзм, як «буржуазну ознаку» яка мала бути витіснена колективізмом, завзято критикувався марксистами. Також його традиційним антагоністом є альтруїзм.